# 핼 B. 월리스
해럴드 브렌트 "핼" 월리스(영어: Harold Brent "Hal" Wallis, 1898년 9월 14일 ~ 1986년 10월 5일)는 미국의 20세기 영화 제작자이다. 초기의 워너 브라더스에서 《카사블랑카》(1942) 등의 명작을 제작하였으며 험프리 보가트, 베티 데이비스와 같은 스타를 배출하였다. 그는 아슈케나즈 유대인인 폴란드계 이민 가정에서 태어났으며 본명은 에런 블룸 월로위츠(Aaron Blum Wolowicz)였다.

## 출연 작품
- 집행자 루스터 (1975)
- 마피아 혈전 (1973)
- 퍼블릭 아이 (1972)
- 슛 아웃 (1971)
- 비운의 여왕 매리 (1971)
- 진정한 용기 (1969)
- 천일의 앤 (1969)
- 5 카드 스터드 (1968)
- 이지 컴, 이지 고 (1967)
- 맨발 공원 (1967)
- 파라다이스 (1966)
- 보잉 707 보잉 707 (1965)
- 서부의 4형제 (1965)
- 베킷 (1964)
- 카니발 (1964)
- 아카풀코의 추억 (1963)
- 걸스! 걸스! 걸스! (1962)
- 블루 하와이 (1961)
- 썸머 앤 스모크 (1961)
- 지 아이 블루 (1960)
- 건 힐의 결투 (1959)
- 캐리어 (1959)
- 핫 스펠 (1958)
- 열정의 무대 (1958)
- 러빙 유 (1957)
- 와일드 이즈 더 윈드 (1957)
- OK 목장의 결투 (1957)
- 레인메이커 (1956)
- 아티스트 & 모델 (1955)
- 장미 문신 (1955)
- 어바웃 미스터 레슬리 (1954)
- 스케어드 스티프 (1953)
- 점핑 잭스 (1952)
- 꼭두각시(영어판) (1952)
- 세일러 비워 (1952)
- 사랑하는 시바여 돌아오라 (1952)
- 댓츠 마이 보이 (1951)
- 북경 익스프레스 (1951)
- 여수(영어판) (1950)
- 마이 프렌드 어머 고즈 웨스트 (1950)
- 격노 (1950)
- 로프 오브 샌드 (1949)
- 마이 프렌드 어머 (1949)
- 살인 전화 (1948)
- 마사 아이버스의 위험한 사랑 (1946)
- 랩소디 인 블루 (1945)
- 어페어 오브 수잔 (1945)
- 러브 레터 (1945)
- 여행 가방 (1945)
- 마르세이유 가는 길 (1944)
- 디스 이즈 더 아미 (1943)
- 프린세스 오루크 (1943)
- 에어 포스 (1943)
- 영원의 처녀 (1943)
- 라인의 감시 (1943)
- 데스퍼레이트 저니 (1942)
- 만찬에 온 사나이 (1942)
- 인 디스 아워 라이프 (1942)
- 킹스 로우 (1942)
- 나우 보이저 (1942)
- 성조기의 행진 (1942)
- 카사블랑카 (1942)
- 네이비 블루스 (1941)
- 블루스 인 더 나잇 (1941)
- 맨파워 (1941)
- 하이 시에라 (1941)
- 대단한 거짓말 (1941)
- 포 마더스 (1941)
- 울프 선장 (1941)
- 요크 상사 (1941)
- 말타의 매 (1941)
- 한 발은 천국에 (1941)
- 버지니아 시티 (1940)
- 캐슬 온 더 허드슨 (1940)
- 그들은 밤에 달린다 (1940)
- 시 호크 (1940)
- 나치 스파이의 고백 (1939)
- 닷지 시티 (1939)
- 유아레즈 (1939)
- 다크 빅토리 (1939)
- 포효하는 20년대 (1939)
- 코멧 오버 브로드웨이 (1938)
- 골드 디거 인 파리 (1938)
- 고잉 프레이스 (1938)
- 화이트 배너스 (1938)
- 네 명의 딸들 (1938)
- 로빈 훗의 모험 (1938)
- 제저벨 (1938)
- 잠수함 D-1 (1937)
- 더 그레이트 오맬리 (1937)
- 키드 갈라드 (1937)
- 에밀 졸라의 생애 (1937)
- 쓰리 멘 온 어 호스 (1936)
- 실링 제로 (1936)
- 더 캡틴스 키드 (1936)
- 싱잉 키드 (1936)
- 케인 앤 마블 (1936)
- 1937년의 황금광들 (1936)
- 차지 오브 더 라이트 브리게이드 (1936)
- 안소니 에드버즈 (1936)
- 하이, 넬리! (1934)
- 여인네들 (1934)
- 42번가 (1933)
- 투 세컨드 (1932)
- 원 웨이 패시즈 (1932)
- 나는 탈옥수 (1932)
- 파이브 스타 파이널 (1931)
- 리틀 시저 (1930)